# Kantons van Creuse

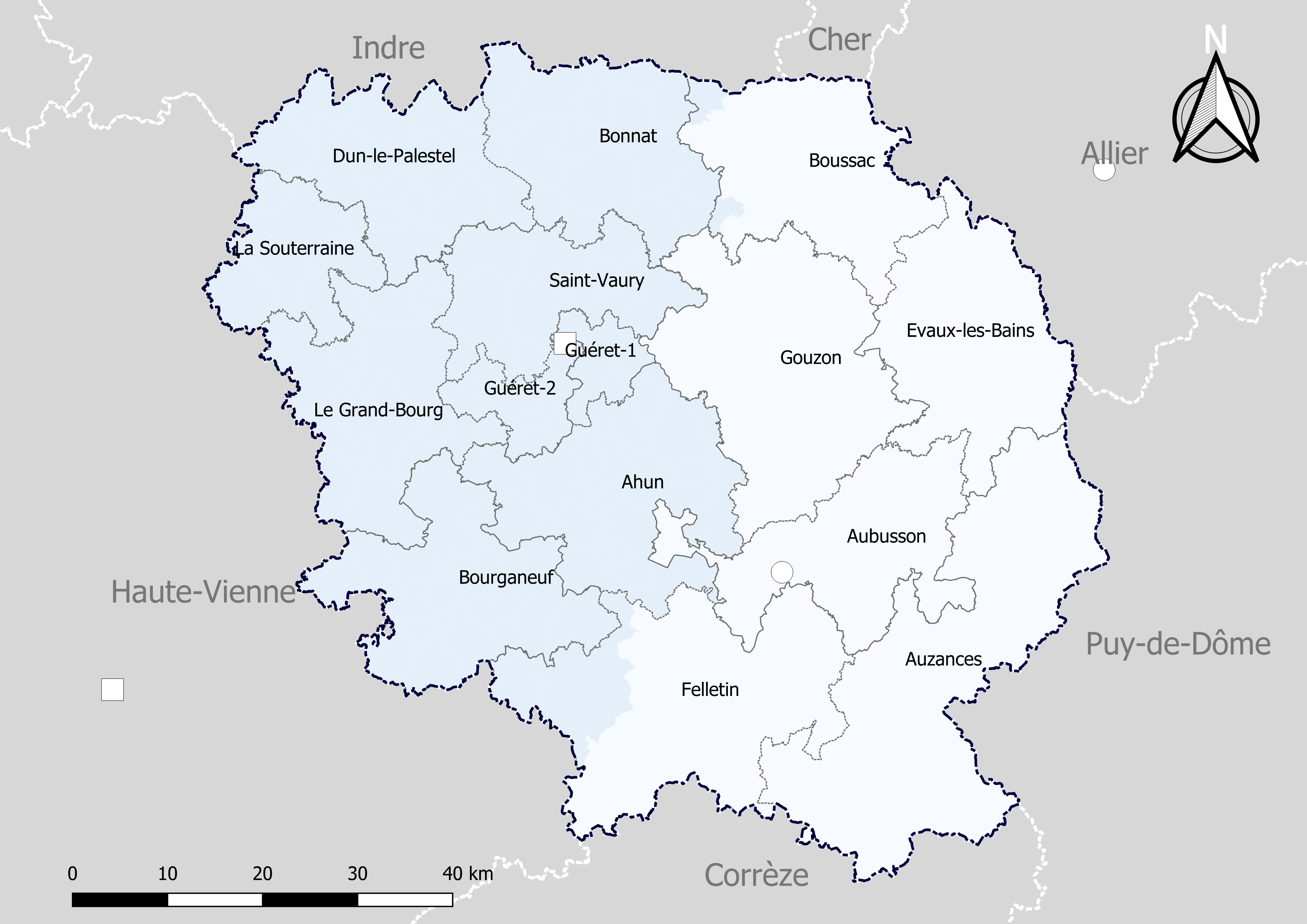
Kantons van Creuse met de arrondissementen in blauwtinten - toestand 1 januari 2019

Het Franse departement Creuse (23) omvat, sinds de hervorming van de kantons die bij wet doorgevoerd werd in 2013 en voor het eerst toegepast bij de departementsverkiezingen van maart 2015, nog 15 in plaats van 27 kantons. In een aantal gevallen werden afgeschafte kantons in hun geheel toegevoegd aan reeds bestaande kantons, in andere gevallen werden de gemeenten van afgeschafte kantons verdeeld over verschillende bestaande kantons of werden geheel nieuwe kantons gevormd.
Het beoogde doel van de hervorming was kantons te vormen die naar inwoneraantal vergelijkbaar groot zijn (maximaal 20% afwijking van het gemiddelde voor het departement) zodat de vertegenwoordiging van elk kanton in de departementsraad (twee als koppel verkozen raadsleden per kanton) voortaan ook ongeveer een gelijk aantal inwoners zou vertegenwoordigen.
Het gemiddelde inwoneraantal voor een kanton in het departement bedraagt na de hervorming ongeveer 8.050 (pop. municipale 2013). De grootste afwijkingen hiervan zijn er voor Kanton La Souterraine (+19%) en Kanton Boussac (-19%).

## Kantons van het departement Creuse na de hervorming van 2013
Bij de hervorming van de kantons werd geen rekening gehouden met de bestaande arrondissementsgrenzen, als gevolg hiervan liggen kantons niet langer steeds binnen eenzelfde arrondissement.
| Kanton | Kanton                 | Inwoners 2013* | Aantal gemeenten |
| ------ | ---------------------- | -------------- | ---------------- |
| 1      | Kanton Ahun            | 7.099          | 27               |
| 2      | Kanton Aubusson        | 9.528          | 21               |
| 3      | Kanton Auzances        | 7.860          | 35               |
| 4      | Kanton Bonnat          | 7.330          | 18               |
| 5      | Kanton Bourganeuf      | 6.520          | 17               |
| 6      | Kanton Boussac         | 6.519          | 17               |
| 7      | Kanton Dun-le-Palestel | 8.079          | 17               |
| 8      | Kanton Évaux-les-Bains | 6.545          | 17               |
| 9      | Kanton Felletin        | 6.665          | 19               |
| 10     | Kanton Gouzon          | 9.670          | 26               |
| 11     | Kanton Le Grand-Bourg  | 7.141          | 17               |
| 12     | Kanton Guéret-1        | 9.293          | 5                |
| 13     | Kanton Guéret-2        | 9.495          | 7                |
| 14     | Kanton Saint-Vaury     | 9.529          | 11               |
| 15     | Kanton La Souterraine  | 9.599          | 7                |

Bron: INSEE - *Inwoners 2013 = Population municipale

## Kantons van het departement Creuse voor de hervorming van 2013
| Arrondissement | Arrondissement | Kanton | Kanton                   |
| -------------- | -------------- | ------ | ------------------------ |
| 2              | Guéret         | 1      | Ahun                     |
| 1              | Aubusson       | 2      | Aubusson                 |
| 1              | Aubusson       | 3      | Auzances                 |
| 1              | Aubusson       | 4      | Bellegarde-en-Marche     |
| 2              | Guéret         | 5      | Bénévent-l'Abbaye        |
| 2              | Guéret         | 6      | Bonnat                   |
| 2              | Guéret         | 7      | Bourganeuf               |
| 2              | Guéret         | 8      | Boussac                  |
| 1              | Aubusson       | 9      | Chambon-sur-Voueize      |
| 2              | Guéret         | 10     | Châtelus-Malvaleix       |
| 1              | Aubusson       | 11     | Chénérailles             |
| 1              | Aubusson       | 12     | La Courtine              |
| 1              | Aubusson       | 13     | Crocq                    |
| 2              | Guéret         | 14     | Dun-le-Palestel          |
| 1              | Aubusson       | 15     | Évaux-les-Bains          |
| 1              | Aubusson       | 16     | Felletin                 |
| 1              | Aubusson       | 17     | Gentioux-Pigerolles      |
| 2              | Guéret         | 18     | Le Grand-Bourg           |
| 2              | Guéret         | 19     | Guéret-Nord              |
| 2              | Guéret         | 20     | Jarnages                 |
| 2              | Guéret         | 21     | Pontarion                |
| 1              | Aubusson       | 22     | Royère-de-Vassivière     |
| 1              | Aubusson       | 23     | Saint-Sulpice-les-Champs |
| 2              | Guéret         | 24     | Saint-Vaury              |
| 2              | Guéret         | 25     | La Souterraine           |
| 2              | Guéret         | 26     | Guéret-Sud-Est           |
| 2              | Guéret         | 27     | Guéret-Sud-Ouest         |